# Otobreda 76 mm
El Otobreda 76 mm es un cañón naval diseñado por la empresa italiana OTO Melara y ampliamente utilizado por marinas de todo el mundo. Existe también una versión terrestre de artillería antiaérea autopropulsada, denominada Otomatic, montando el cañón sobre el chasis de un tanque pero que no entró nunca en producción. 
El cañón naval Oto Melara de 76/62 mm es una pieza de artillería naval renombrada y versátil utilizada por muchas armadas de todo el mundo. Es conocido por su excepcional precisión, rápida cadencia de fuego y fiabilidad. Puede atacar una amplia gama de objetivos (buques de superficie, aeronaves e incluso misiles), lo que lo convierte en una versátil herramienta ofensiva y defensiva. Gracias a sus sistemas de control de tiro, el cañón ofrece puntería precisa. Su adaptabilidad y eficacia han consolidado su reputación.
No es casual que el arma de creará en Italia. Italia recibió mucho material militar de segunda mano procedente de EEUU. A los italianos el cañón calibre 127 mm. les parecía muy pesado y el 40/60 muy ligero. Querían algo que pudiera usarse contra aviones, buques y blancos en tierra y el calibre 76mm. (3 pulgadas) les pareció el más adecuado. No era raro considerando que el cañón 76/40 Modelo 1916 fue ampliamente utilizado por la Marina Real Italiana durante la Primera y la Segunda Guerra Mundial y dada su versatilidad después de ser reemplazado a bordo de los barcos se empleó en tierra como artillería costera, cañón antiaéreo y cañón de ferrocarril. En Italia se empezó desarrollando un montaje doble, el 76mm/L62 SMP3 Sovrapposto. La disposición era vertical, no de cañones en paralelo como era costumbre. Se embarcaron en la clase Centauro y otros buques pero sus prestaciones defraudaron a los marinos italianos. En 1958 OTO Melara comenzó a trabajar en una versión monotubo. En 1961 comenzaron las pruebas y en 1962 se entregó el primer cañón 76/62 MMI Allargato. Estos cañones se embarcaron en las fragatas clase Carlo Bergamini. Este fue el predecesor del cañón 76/62, y en cinco años OTO-Melara fabricó 84 exclusivamente para la Marina Militare. Los Sovrapposto en servicio en los buques italianos fueron siendo reemplazados por los Allargato. A pesar del éxito en Italia no hubo ventas en el extranjero.
El cañón nació de la necesidad de proveer a unidades navales ligeras de un montaje doble propósito que tuviera poco peso, requiriera poca dotación y proporcionara alta cadencia de fuego. El primer prototipo del nuevo cañón fue construido el año 1967 y entró en producción el año 1969. Inicialmente fue fabricado con un sistema servo de control de ronza y elevación electro-hidráulico, pero posteriormente fue reemplazado por un sistema eléctrico, que le proporcionó una mayor fiabilidad y disponibilidad. Su calibre le permite realizar fuego antibuque, fuego antiaéreo y fuego de costa. Su alta cadencia de tiro le hace apto para la defensa de punto antimisil. Puede utilizar munición perforante, incendiaria y de fragmentación. Aunque es un diseño de la década de 1960, se ha ido mejorando paulatinamente e introduciendo elementos como una cúpula con características stealth en los últimos años.
El cañón Otobreda 76 mm, incluido el sistema de recarga, es lo suficientemente compacto como para ser instalado en buques de guerra relativamente pequeños como corbetas, avisos o patrulleros. Ha sido ampliamente exportado y se encuentra en servicio en 53 marinas. Además, ha sido copiado por Irán en su cañón Fajr-27 fruto de un proceso de ingeniería inversa.
La versión actualizada y mejorada es el cañón Super Rapid, con un mantelete de forma furtiva para reducir la firma radar. Su alcance máximo de 16 kilómetros puede incrementarse a 40 usando las nuevas municiones especiales como las de tipo Vulcano. Sus municiones de espoleta programable son muy eficiente contra misiles. El montaje Super Rapid pesa 7,9 toneladas y el cañón puede adoptar un ángulo de 85º en elevación y lograr cadencia de fuego de hasta 120 disparos por minuto gracias a un cargador de alimentación doble tipo revólver que acoge 80 municiones de dos tipos.
El Strales es un sistema antiaéreo y antimisiles de corto alcance que emplea los cañones de 76mm Super Rapid. Estos disparan una ráfaga de proyectiles de pequeño calibre DART contra blancos subsónicos y supersónicos.

## Operadores
Las primeras entregas se hicieron a la Marina Militare en 1973. El éxito de exportaciones llegó con su adopción en el diseño de las fragatas clase Oliver Hazard Perry.
Unas 60 armadas emplean el cañón. Alemania ha sido un buen empleándolo en los buques de ataque rápido clase Albatros y clase Gepard, corbetas clase Braunschweig, fragatas clase Brandenberg, clase Bremen y clase Sachsen. En 1973 hizo su debut en combate con la marina israelí. También la marina iraní lo empleó en combate.La última acción en combate del cañón Otobreda 76 sucedió en 2024 cuando el Caio Duilio, destructor de la Marina Militare desplegado frente a Yemen, derribó un dron hostil.
Entre algunos de los operadores a nivel mundial del cañón Otobreda 76 mm se encuentran:

### Asia
Bangladés
- Fragatas clase DW

 Indonesia
- Fragatas clase Van Speijk
- Fragatas clase Sigma

 India
- Fragatas clase Godavari
- Fragatas clase Brahmaputra
- Fragatas clase Shivalik
- Fragatas clase Kora
- Fragatas clase Veer

 Irán
- Buque misilístico Clase Kaman

 Israel
- Buques misilísticos clase Saar 3
- Buques misilísticos clase Saar 4
- Buques misilísticos clase Saar 4.5

 Japón
- Destructores Murakumo
- Destructores clase Hatsuyuki
- Destructores clase Asagiri
- Destructores clase Murasame
- Destructor clase Ishikari
- Destructores clase Yubari
- Destructores clase Abukuma
- Patrulleros clase Hayabusa

 Corea del Sur
- Fragatas clase Ulsan
- Corbetas clase Pohang
- Corbetas clase Donghae
- Patrulleros clase Gumdoksuri

 Malasia
- Corbetas clase Laksamana
- Patrulleros clase Kedah

 Birmania
- Fragatas clase Aung Zay Ya
- Corbetas clase Anawyatha

 Filipinas
- Patrulleros clase Jacinto

 Singapur
- LST clase Endurance
- Fragatas clase Formidable
- Corbetas clase Victory
- Patrulleros clase Fearless

 Sri Lanka
- Buque misilístico clase Saar 4
  - SLNS Nandimithra
  - SLNS Suranimala

 Tailandia
- Patrulleros clase Pattani
- Corbetas clase Ratanakosin
- Buques misilísticos clase Ratcharit
- Patrulleros clase Chuburi
- Corbetas clase Tapi
- Corbetas clase Khamronsin

 Taiwán
- Fragatas clase Cheng Kung
- Fragatas clase Kang Ding

### África
Egipto
- Corbetas clase Descubierta
- Fragatas clase Oliver Hazard Perry
- Lanchas misilísticas clase Ramadan
- Lanchas misilísticas clase Type-143 Tiger

 Marruecos
- Corbetas clase Descubierta
- Fragata clase Floreal
- Patrulleros clase OPV70

 Sudáfrica
- Clase Warrior
- Fragata clase Valour

### Europa
Bélgica
- Fragatas clase Karel Doorman

 Dinamarca
- Patrulleros clase Flyvefisken
- Fragatas clase Thetis
- Fragatas clase Ivar Huitfeldt (en servicio a partir de 2012)

 Francia
- Fragatas multipropósito clase FREMM
- Fragatas clase Horizon

 Alemania
- Fragatas clase Brandenburg
- Fragatas clase Bremen
- Fragatas clase Sachsen
- Corbetas clase Braunschweig
- Patrulleros rápidos clase Gepard

 Grecia
- Fragatas clase Elli
- Clase La Combattante III
- Clase La Combattante IIIb
- Clase La Combattante IIa
- Clase Osprey 55
- Clase HSY-55
- Clase Osprey HSY-56A
- Super-Vita
- LST clase Jason

 Irlanda
- Patrulleros clase Peacock
- Patrulleros clase Róisín

 Italia
- Destructores clase Audace
- Destructores clase Durand de La Penne
- Buques de desembarco clase San Giorgio
- Patrulleros clase Cassiopea
- Corbetas clase Minerva
- Fragatas clase FREMM
- Fragatas clase Orizzonte
- Portaaviones Cavour

 Países Bajos
- Fragatas clase Karel Doorman

 Noruega
- Fragatas clase Fridtjof Nansen
- Patrulleros clase Skjold

 Portugal
- Clase Bartolomeu Dias

 Rumania
- Fragatas clase Regele Ferdinand
- Fragatas clase Regina Maria

 España
- Fragatas clase Santa María
- Patrulleros clase Descubierta
- Buques de Acción Marítima (patrulleros de altura)

 Turquía
- Clase Doğan
- Clase Kılıç
- Clase Kılıç-II
- Clase Yıldız
- Fragatas de nueva generación

### Norteamérica
Canadá
- Destructores clase Iroquois (después de las modernizaciones)

 Estados Unidos

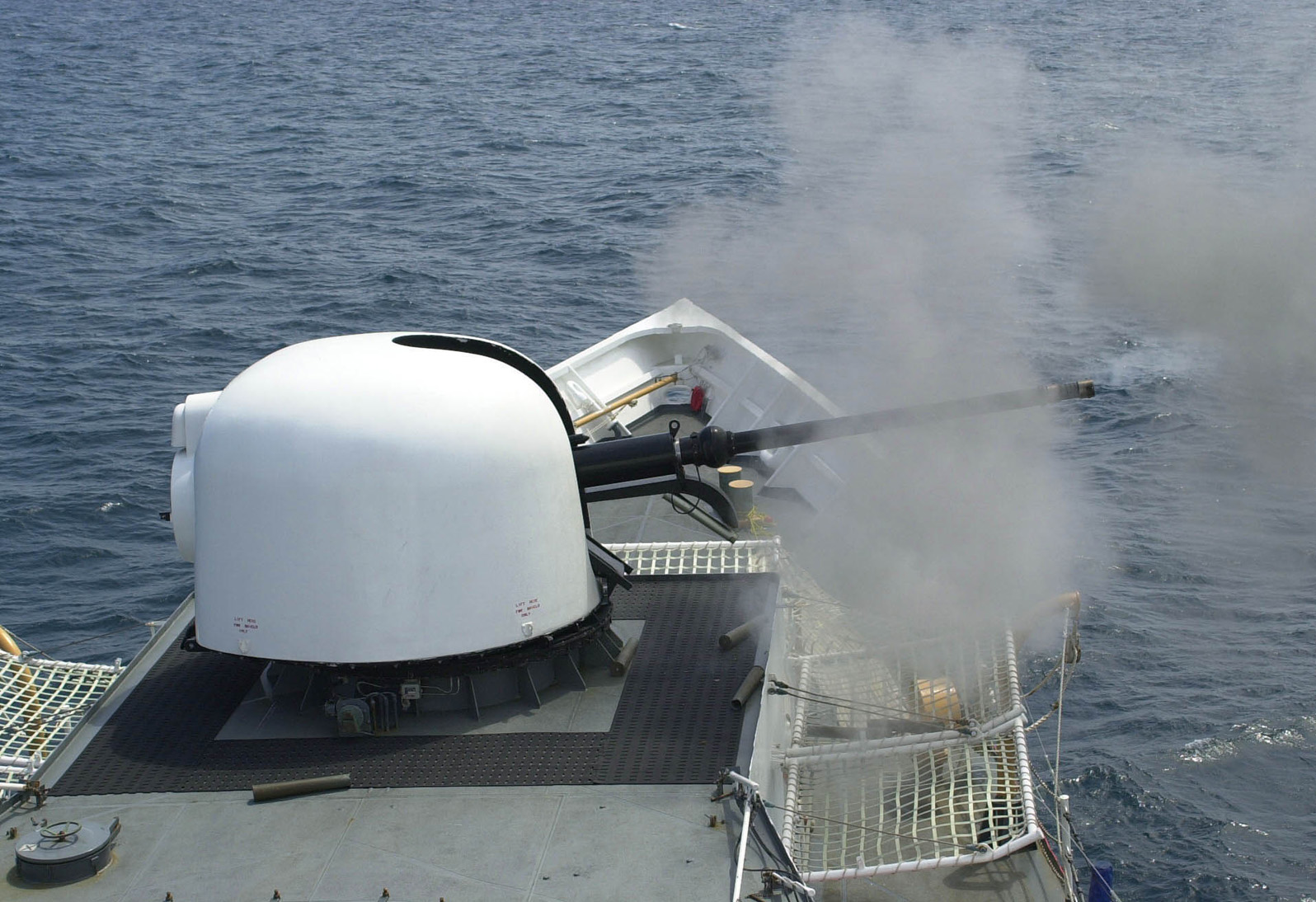
El cañón Otobreda 76 mm del USCGC Gallatin, siendo disparado en 2005.

- USCG Medium Endurance Cutter (USCG)
- Buque guardacostas clase Hamilton  (USCG)
- Fragatas clase Oliver Hazard Perry (USN)
- Hidroalas clase Pegasus (fuera del servicio activo) (USN)

 México
- Clase Oaxaca (Patrullero oceánico)

### Oceanía
Australia
- Fragatas clase Adelaide

### América del Sur
Argentina
- Fragatas clase Espora
- ARA Intrépida (P-85) y ARA Indómita (P-86) (Agrupación de Lanchas Rápidas)

 Chile
- Fragatas clase Karel Doorman
- Fragatas clase Adelaide
- Fragata Almirante Williams (FFG-19)
- Buques misilísticos clase Saar 4
- Patrullero de Zona Marítima

 Ecuador
- Clase Quito

 Perú
- Corbetas clase PR-72P

 Colombia
- Fragatas clase Almirante Padilla
- Patrulleros clase OPV-80